# Volaticotherium
Volaticotherium antiquum
Ordre
Famille
Genre
Espèce
Volaticotherium est un genre fossile de mammifères primitifs ayant vécu au Jurassique dans ce qui est aujourd'hui la Chine.
C'est un des plus anciens mammifères « volants » (planants) connus, avec un âge, révisé en 2012 par datations radiométriques argon-argon, à 164 ± 4 Ma à la limite Jurassique moyen - Jurassique supérieur,. Il appartiendrait au appartient au biote de Daohugou.
C'était le seul genre de l'ordre des Volaticotheria, avant la description en 2007 et 2011 du genre argentin Argentoconodon du Jurassique inférieur à moyen,.
Une seule espèce est rattachée au genre : Jamoytius kerwoodi, décrite en 2006 par Jin Meng, Yao-ming Hu, Yuan-qing Wang, Xiao-lin Wang et Chuan-kui Li.

## Découverte et datation
Ce fossile a été découvert dans les bancs de Daohugou de la formation de Tiaojishan en Mongolie-Intérieure (Chine). L'âge de ces niveaux a fait l'objet d'une longue controverse. Selon les auteurs en 2006, ils sont datés entre le Jurassique moyen et le Crétacé inférieur, mais sont considérés comme antérieurs à la faune du biote de Jehol datant elle d'une période entre environ 133 et 120 Ma (millions d'années). Des études ultérieures ont montré que ces niveaux stratigraphiques dataient de la limite Jurassique moyen - Jurassique supérieur.
Cette découverte en a fait le plus ancien mammifère « volant » (vol plané), environ 110 Ma (millions d'années) plus vieux que tous ceux connus en 2006 ; le plus ancien identifié alors était une chauve-souris ayant vécu à l'Éocène inférieur, il y a environ 51 Ma. Il a été rejoint ensuite par des haramiyidiens « volants » contemporains comme Maiopatagium, Vilevolodon et Xianshou, avant d'être dépassé par le genre argentin Argentoconodon, datant de la fin du Jurassique inférieur (Toarcien supérieur) à la partie inférieure du Jurassique moyen (Bathonien basal),.

## Description

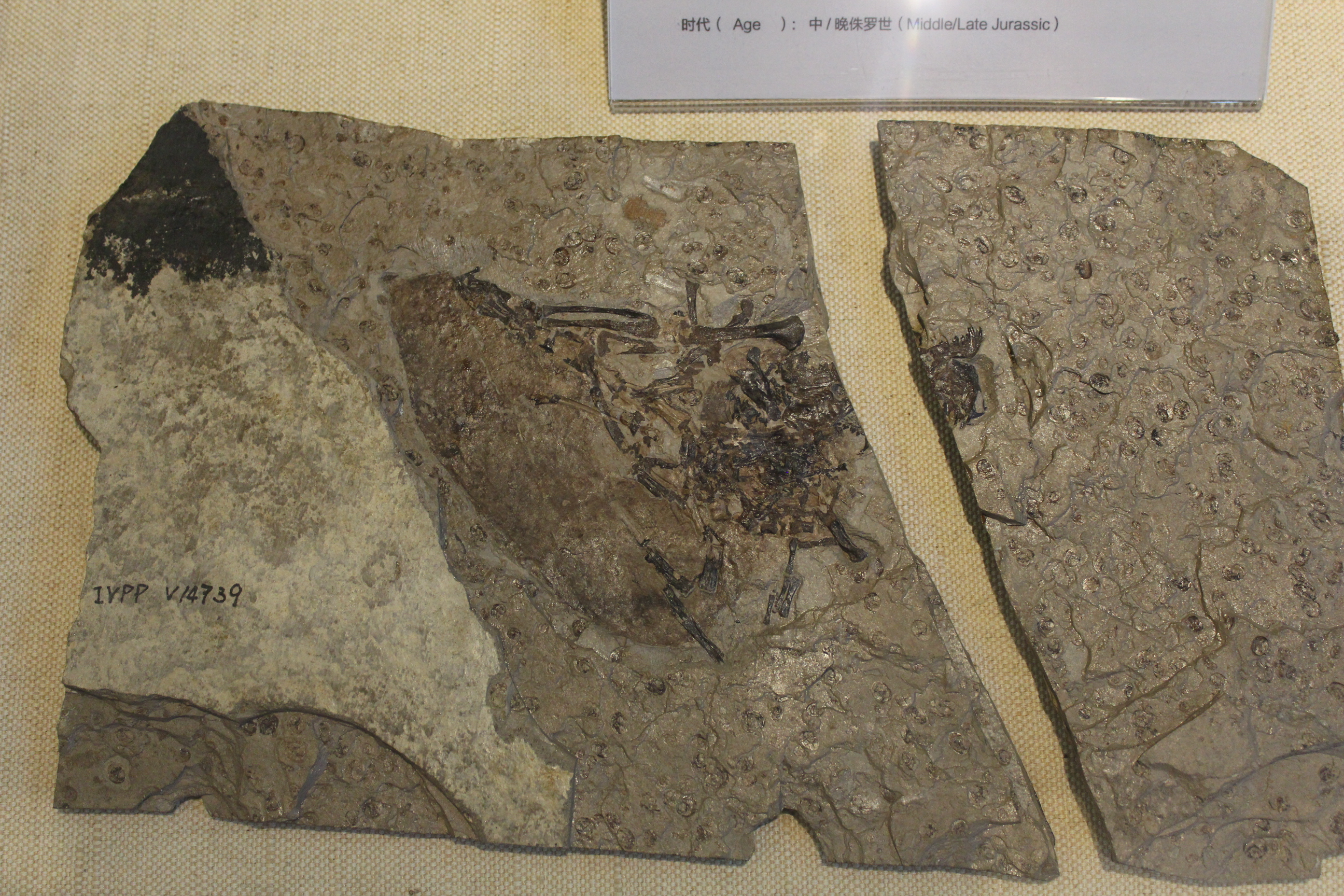
Fossile holotype au musée paléozoologique de Chine.

Volaticotherium est remarquable par sa membrane appelée patagium, qui rejoint ses pattes avant et arrière et la base de sa queue un peu à la manière des écureuils volants actuels. La préservation de cette membrane tégumentaire est rare dans le registre fossile. 
Le squelette est écrasé, mais présente de nombreux restes : vertèbres, os longs (fibulas, fémurs, humérus, tibias, radius gauche), scapula et phalanges, mandibule gauche et partie du crâne. La longueur du crâne est estimée à 3,5 centimètres et la longueur totale du corps est évaluée entre 12 et 14 cm pour une masse de l'ordre de 70 grammes, comparable à celle de l'écureuil « volant » moderne appelé petit polatouche.
Le corps de Volaticotherium est largement recouvert de pelage. La queue est aplatie, ce qui favorise sa résistance à l'air, et ses membres sont proportionnellement longs comme chez les mammifères à vol plané actuels. Ses orteils montrent qu'il était arboricole (les fossiles des os de la main sont trop mal conservés pour être interprétés). 
Les dents de Volaticotherium sont tout à fait inhabituelles, avec de longues cuspides courbées pointant vers l'arrière, facilitant peut-être le cisaillement des proies. Il possède de plus de longues canines. Sa denture témoigne d'un régime alimentaire carnivore qui, au regard de la très petite taille de l'animal, devait se composer d'insectes. Ce régime insectivore se retrouve chez des mammifères primitifs apparentés, tandis que le genre Argentoconodon est classé dans les taxons carnivores.
Volaticotherium, puis les genres apparentés, ont démontré la rapide diversification des premiers mammifères du Jurassique pour occuper des niches écologiques variées.